# Alexandre Roche
 (mars 2023).
La mise en forme du texte ne suit pas les recommandations de Wikipédia : il faut le « wikifier ».
Les points d'amélioration suivants sont les cas les plus fréquents :
- Les titres sont pré-formatés par le logiciel. Ils ne sont ni en capitales, ni en gras.
- Le texte ne doit pas être écrit en capitales (les noms de famille non plus), ni en gras, ni en italique, ni en « petit »…
- Le gras n'est utilisé que pour surligner le titre de l'article dans l'introduction, une seule fois.
- L'italique est rarement utilisé : mots en langue étrangère, titres d'œuvres, noms de bateaux, etc.
- Les citations ne sont pas en italique mais en corps de texte normal. Elles sont entourées par des guillemets français : « et ».
- Les listes à puces sont à éviter, des paragraphes rédigés étant largement préférés. Les tableaux sont à réserver à la présentation de données structurées (résultats, etc.).
- Les appels de note de bas de page (petits chiffres en exposant, introduits par l'outil «  Source ») sont à placer entre la fin de phrase et le point final[comme ça].
- Les liens internes (vers d'autres articles de Wikipédia) sont à choisir avec parcimonie. Créez des liens vers des articles approfondissant le sujet. Les termes génériques sans rapport avec le sujet sont à éviter, ainsi que les répétitions de liens vers un même terme.
- Les liens externes sont à placer uniquement dans une section « Liens externes », à la fin de l'article. Ces liens sont à choisir avec parcimonie suivant les règles définies. Si un lien sert de source à l'article, son insertion dans le texte est à faire par les notes de bas de page.
- La présentation des références doit suivre les conventions bibliographiques. Il est recommandé d'utiliser les modèles {{Ouvrage}}, {{Chapitre}}, {{Article}}, {{Lien web}} et/ou {{Bibliographie}}. Le mode d'édition visuel peut mettre en forme automatiquement les références.
- Insérer une infobox (cadre d'informations à droite) n'est pas obligatoire pour parachever la mise en page.

Pour une aide détaillée, merci de consulter Aide:Wikification.
Si vous pensez que ces points ont été résolus, vous pouvez retirer ce bandeau et améliorer la mise en forme d'un autre article.
Alexandre Roche est un dessinateur et illustrateur de jeux français né en 1974 à Marseille,. Il a édité plusieurs jeux reconnus par la communauté ludique comme Jaipur, Bruxelles 1893 ou encore Troyes.

## Biographie
Alexandre Roche est né à Marseille.
Il a suivi une licence d'histoire et a également réalisé ses études de dessin à l'école Émile Cohl à Lyon,. À la suite de ses études, il a travaillé durant quatre années pour Reymann, agence de publicité située à Strasbourg mais a commencé à travailler à son compte depuis 2005.
L'illustrateur vit actuellement à La Rochelle.

## Réalisations
Liste non-exhaustive des jeux illustrés par Alexandre Roche :
- 2008 : Néfertiti, de Guillaume Montage, Jaques Bariot et Thomas Cauet (Matagot)
  - 2009 : Néfertiti - Extension, de Guillaume Montage, Jaques Bariot et Thomas Cauet (Matagot)
- 2008 : Bloom, de Laurent Escoffier et David Franck (QWG games)
- 2009 : Jaipur, de Sébastien Pauchon (Gameworks)
- 2009 : Carson City, de Xavier Georges (QWG Games)
- 2010 : Rattus, de Ase Berg (White Goblin Games)
  - 2010 : Rattus - Extension "Pied Piper", de Ase Berg (White Goblin Games)
  - 2011 : Rattus - Extension "Africanus", de Henrik Berge et Ase Berg (White Goblin Games)
- 2010 : Inca Empire, Alan D. Ernstein (White Goblin games)
- 2010 : Troyes, de Sébastien Dujardin, Xavier Georges et Alain Orban (Pearl Games)[3]
  - 2012 : Les dames de Troyes, de Sébastien Dujardin, Xavier Georges et Alain Orban (Pearl Games)
- 2011 : Tournay, de Sébastien Dujardin, Xavier Georges et Alain Orban (Pearl Games)
- 2012 : Rattus Cartus, de Henrik Berge et Ase Berg (White Goblin Games)
  - 2013 : Rattus Cartus - Nobilis, de Henrik Berge et Ase Berg (White Goblin Games)
- 2013 : Bruxelles 1893, d'Étienne Espreman (Pearl Games)[7]
- 2014 : The Golden Age, de Luigi Ferrini (Quined Games)[8]
- 2020 : Troyes dice, de Sébastien Dujardin, Xavier Georges et Alain Orban (Pearl Games)